# Lliçà de Vall
Lliçà de Vall település Spanyolországban, Barcelona tartományban. Lakosainak száma 6861 fő (2024).

## Földrajza
Lliçà de Vall Lliçà d’Amunt, Granollers, Parets del Vallès, Mollet del Vallès és Palau-solità i Plegamans községekkel határos.

## Népesség
A település lakosságának változását az alábbi diagram mutatja:
| Lakosok száma | 165  | 416  | 555  | 675  | 2042 | 5696 | 6290 | 6354 | 6542 | 6861 |
|               | 1717 | 1887 | 1936 | 1960 | 1986 | 2004 | 2009 | 2014 | 2019 | 2024 |